# Arta jezik
Arta jezik (ISO 639-3: atz), jezik s Filipina kojim govori svega petnaestak ljudi (2000 S. Wurm), i to 12 u naseljima Villa Santiago, 1 u Villa Gracia i 2 ili 3 u Nagtipunanu (1992 L. Reid).
Etnička populacija Arta (Negriti) iznosi oko 150, a u komunikaciji se najviše služe jezicima ilocano [ilo] ili casiguran dumagat agta [dgc]. 
Jedini je i istoimeni predstavnik podskupine arta, šire sjevernoluzonske skupine filipinskih jezika. Prijeti mu izumiranje.

## Vanjske poveznice
- Ethnologue (14th)
- Ethnologue (15th)